# Ісмаїлов Фарух Аладдін-огли
Фарух Ісмаїлов (азерб. Fərrux İsmayılov, нар. 30 серпня 1978) — колишній азербайджанський футболіст, що грав на позиції нападника.
Протягом кар'єри виступав за низку азербайджанських клубів, іранський «Санат Нафт» та українську «Волинь», а також національну збірну Азербайджану.

## Клубна кар'єра
У дорослому футболі дебютував 1997 року виступами за «Динамо» (Баку), в якій провів два сезони, взявши участь у 51 матчі чемпіонату.
Своєю грою за цю команду привернув увагу представників тренерського штабу «Нефтчі», до складу якого приєднався влітку 1999 року. Відіграв за бакинську команду наступні чотири сезони своєї ігрової кар'єри, допомігши команді виграти національний кубок у 2002 році.
У 2003 році по півроку провів у складі іранського «Санат Нафт» та луцької «Волині», після чого повернувся на батьківщину, де виступав за «Карабах» та «Карван».
У сезоні 2006/07 грав за «Нефтчі», але більшу частину часу провів на лаві запасних.
Сезон 2007/08 починав у складі клубу «МКТ-Араз» (Імішлі). Виступав за клуб в обох іграх на Кубок УЄФА проти польського «Гроцліна», за підсумками яких азербайджанська команда вибула з турніру. Після цієї невдачі президент клубу розформував команду, а Ісмаїлов перейшов в «Олімпік» з Баку. З новою командою домігся права виступати в Кубку УЄФА 2008-09, однак після закінчення сезону 2007/08 був змушений покинути «Олімпік». Причина відходу — закінчення річного контракту та небажання клубу бачити у своїх рядах немолодого футболіста.
Після відходу з «Олімпіка», у своїх лавах його хотіли бачити 3 клуби, один із столиці і два з провінції, Фаррух перейшов за взаємною домовленістю з Рамізом Мамедовим в «Габалу», хоча в інших клубах пропозиції з фінансової сторони були більш вигідними. Проте в команді провів всього один сезон, зігравши лише в 6-ти матчах.
В 2009–2010 роках виступав за «Мугань», в листопаді 2010 року покинув команду, після чого завершив професійну ігрову кар'єру.

## Виступи за збірну
1998 року дебютував в офіційних матчах у складі національної збірної Азербайджану. Протягом кар'єри у національній команді, яка тривала 10 років, провів у формі головної команди країни 32 матчі, забивши 4 голи.